# Enklitisk
Enklitisk är en lingvistisk benämning för såväl en syntaktisk position som för sådana ord (ibland morfem) som fyller denna position. Det är fråga om obetonad (eller svagt betonad) ställning direkt efter ett betonat ord. Om det betonade ordet står initialt kommer det enklitiska ordet alltså på andra plats i satsen. Typiska enklitika är pronomen och partiklar. När det gäller pronomen har dessa ibland två olika former, en längre form för betonad ställning och en kortare för enklitisk ställning. Exempel är i franskan toi och te, i tjeckiskan sebe och se. I ryskan är frågepartikeln ли li enklitisk, till exempel Хотят ли русские войны? Chotjat li russkie vojny? (Vill ryssarna ha krig?).

## Enklitiska pronomina i svenska
I svenskt talspråk har länge enklitiska pronomina använts med objektsfunktion: vanligtvis med -en (-n efter vokal) i stället för långformen honom, -na i stället för henne, och -et (-t) i stället för det. Formerna har uppfattats som "folkliga" eller "slarviga", och de förekommer därför mycket sällan i skriftspråket. De är dock inga moderna påhitt, vilket bland annat visas av att -na är en kortform av den gamla ackusativformen hana (använd i stället för henne för direkta objekt).
Dialektalt har det också förekommit enklitiska subjektsformer, exempelvis san i stället för sade han och sao i stället för sade hon. Dessa former verkar dock inte i lika hög grad ha överlevt i modernt levande talspråk.